# VEB Mikroelektronik „Wilhelm Pieck“ Mühlhausen
Koordinaten: 51° 12′ 54,1″ N, 10° 29′ 4,5″ O
Der VEB Mikroelektronik „Wilhelm Pieck“ Mühlhausen (kurz: VEB MPM) war ein Volkseigener Betrieb (VEB) im Kombinat Mikroelektronik Erfurt. Das Unternehmen war neben dem VEB Robotron-Meßelektronik „Otto Schön“ Dresden der zweite Produzent der in der DDR entwickelten Kleincomputer. Daneben wurden auch Elektronenröhren und Taschenrechner, wie beispielsweise der MR 609 bzw. SR1 hergestellt. Benannt wurde der Betrieb nach Wilhelm Pieck. Der Sitz befand sich in Mühlhausen an der Sondershäuser Landstraße 29.

## Unternehmensgeschichte
Bereits vor dem Zweiten Weltkrieg produzierte die Firma C. Lorenz in Mühlhausen Elektronenröhren. Dieses Werk wurde jedoch 1945 während der kurzen amerikanischen Besatzungszeit komplett abgebaut, so dass das spätere Röhrenwerk bei Null beginnen musste.
Der VEB Röhrenwerk Mühlhausen wurde 1952 gegründet. Es wurden hauptsächlich Elektronenröhren produziert. Bis 1967 stieg das Röhrenwerk auf zum größten Empfängerröhrenproduzent der DDR. 1971 begann die Produktion von Halbleiterdioden kleiner Leistung. 1982 wurde die Firma in VEB Mikroelektronik „Wilhelm Pieck“ Mühlhausen umbenannt. 1984 begann die Produktion der Kleincomputer (KC), dem vielleicht bekanntesten Produkt des VEB MPM. Im Jahre 1987 hatte man zum 35-jährigen Bestehen bereits mehr als 10.000 Kleincomputer produziert.
Am 1. Juli 1990, dem Tag der Währungs-, Wirtschafts- und Sozialunion wurde der VEB MPM in die de-pro-ma elektronik GmbH umfirmiert. Aus ihr wurden die Unternehmen TH electronic GmbH, TH Parkner GmbH und SaMeCo electronic GmbH ausgegründet. Am 30. Juni 1991 wurde de-pro-ma elektronik liquidiert.

## Produkte
Anbei eine Übersicht ausgewählter Produkte
- Elektronenröhren

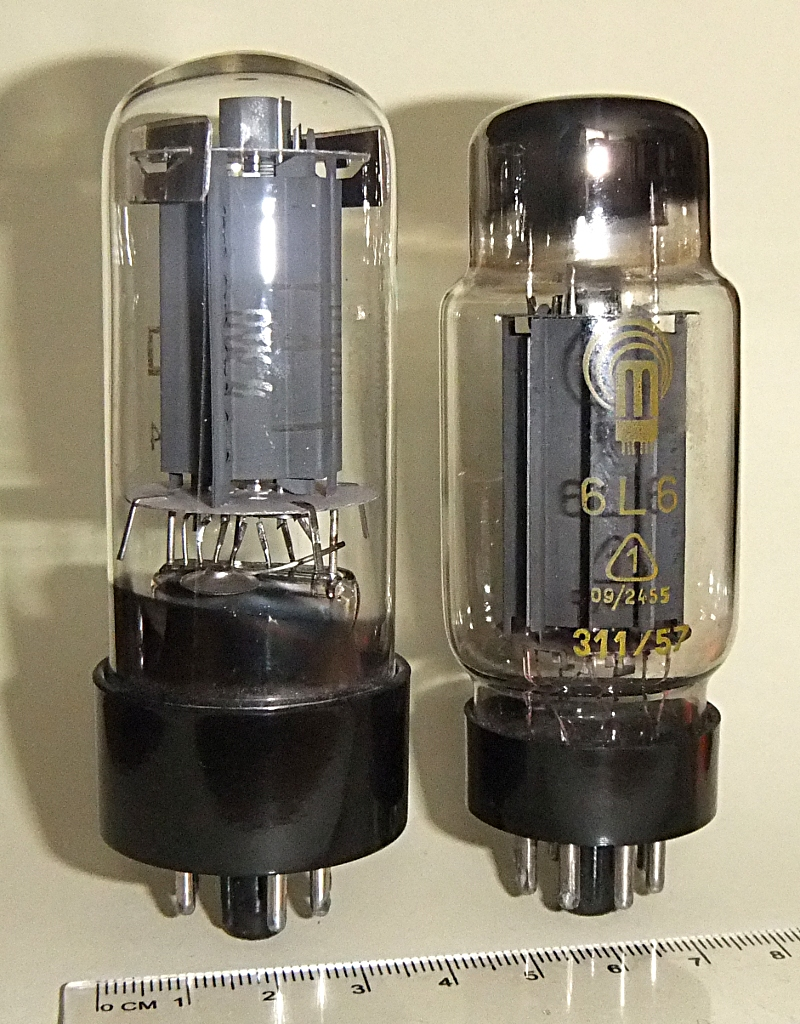
Rechts: Strahlpentode Typ 6L6 (1957)
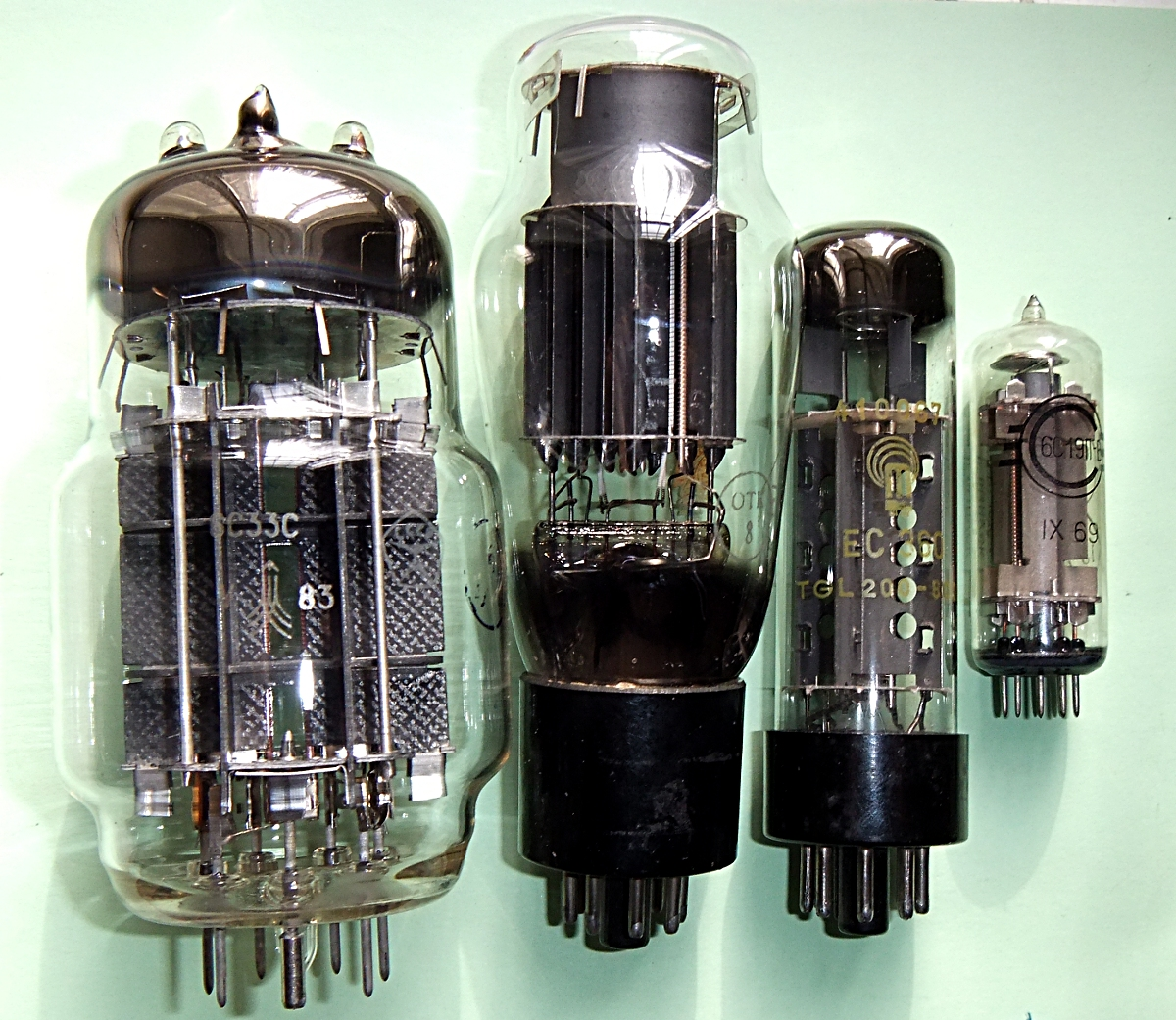
Dritte von links: Triode Typ EC360
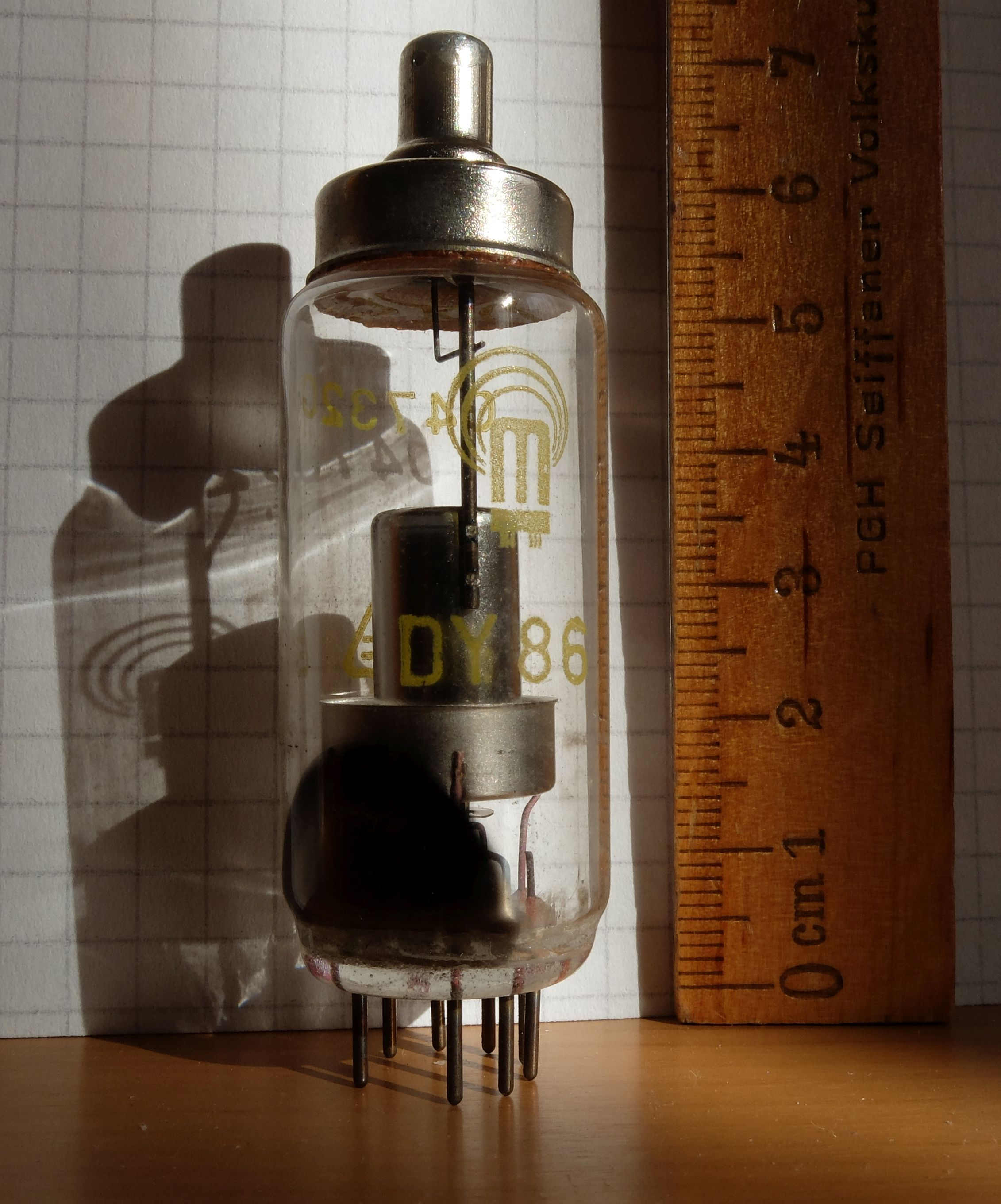
Diode Typ DY86

- Taschenrechner[5][6]

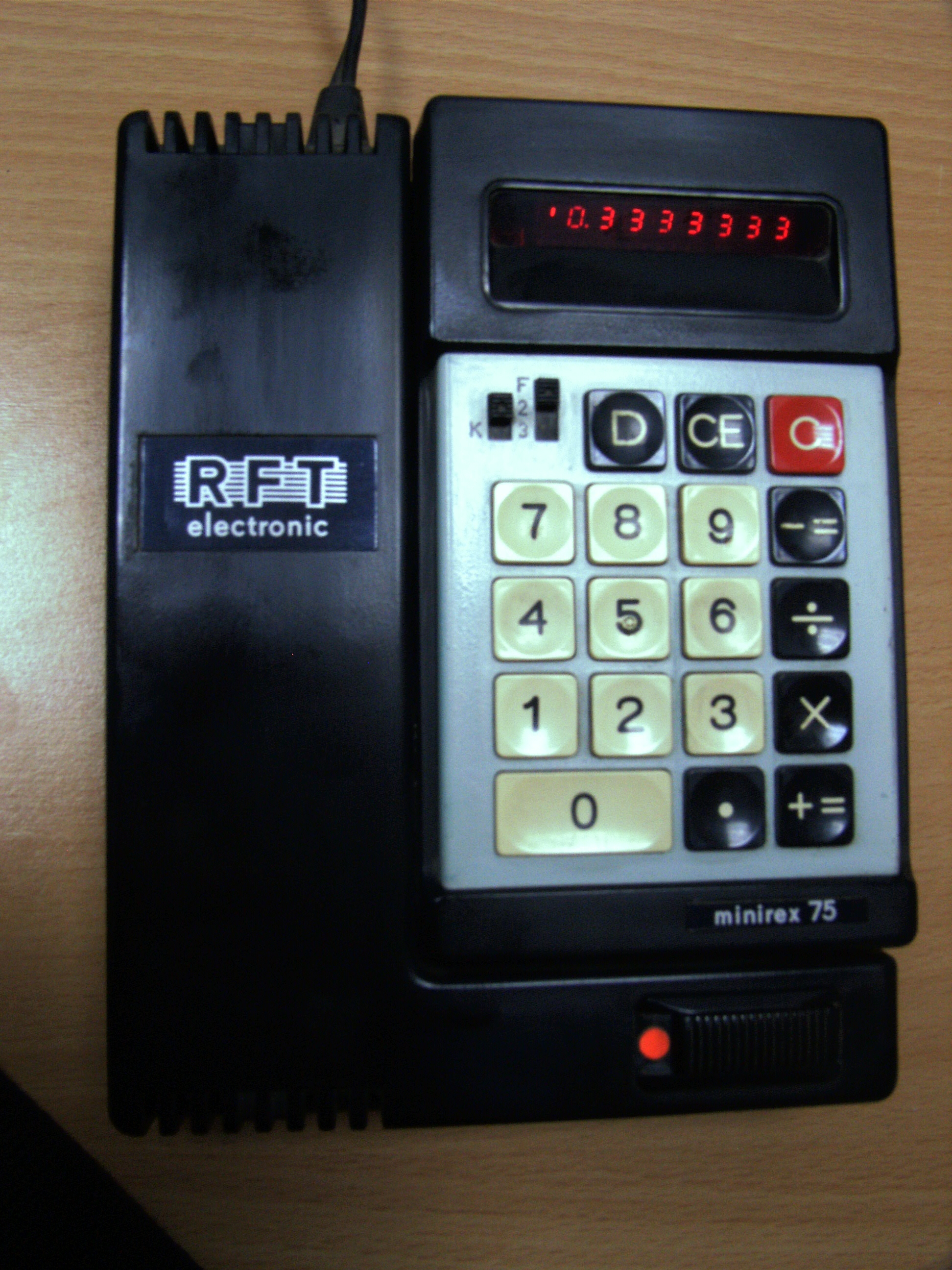
minirex 75 mit Ladestation (1975)
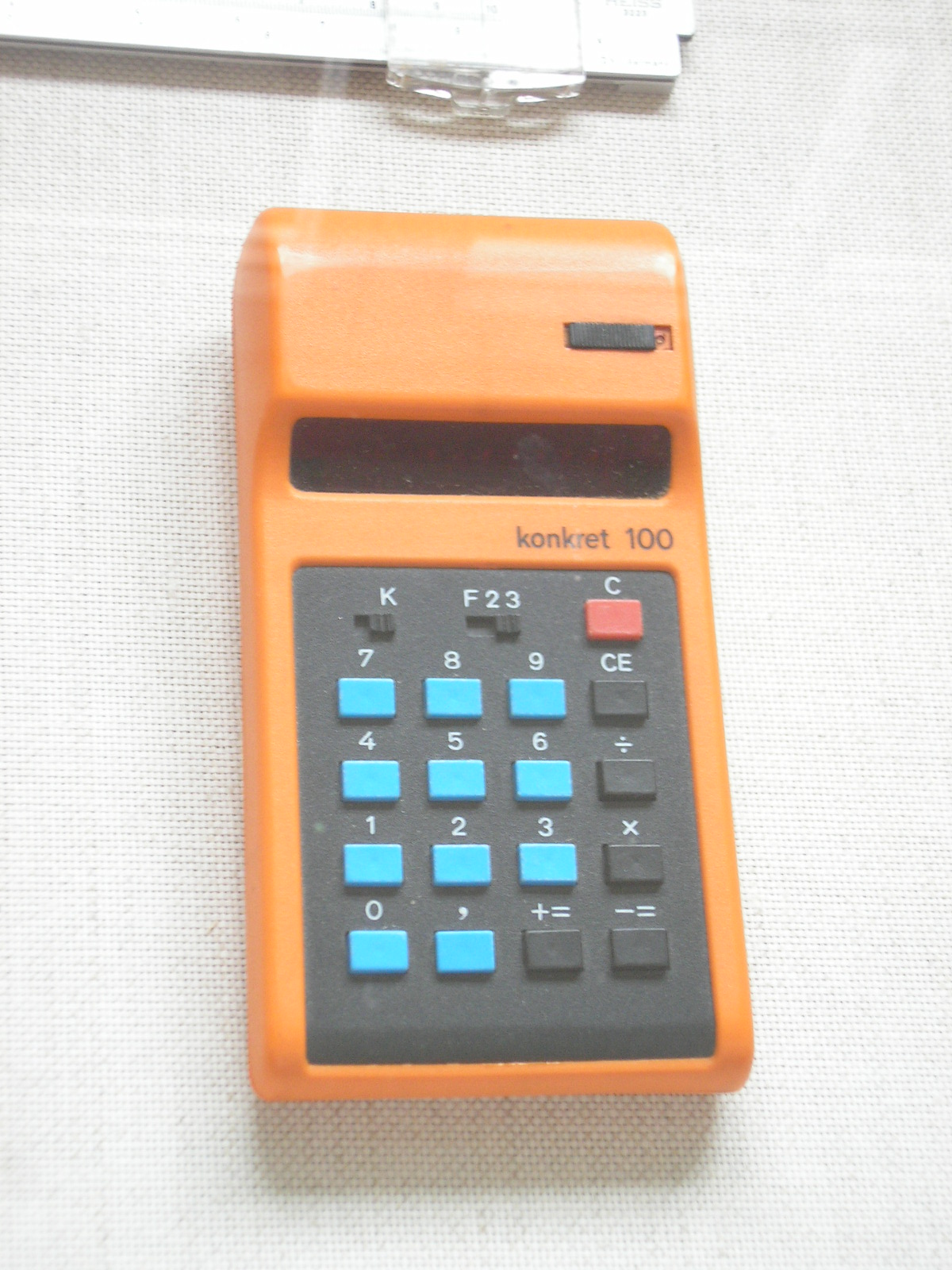
konkret 100 (1975)
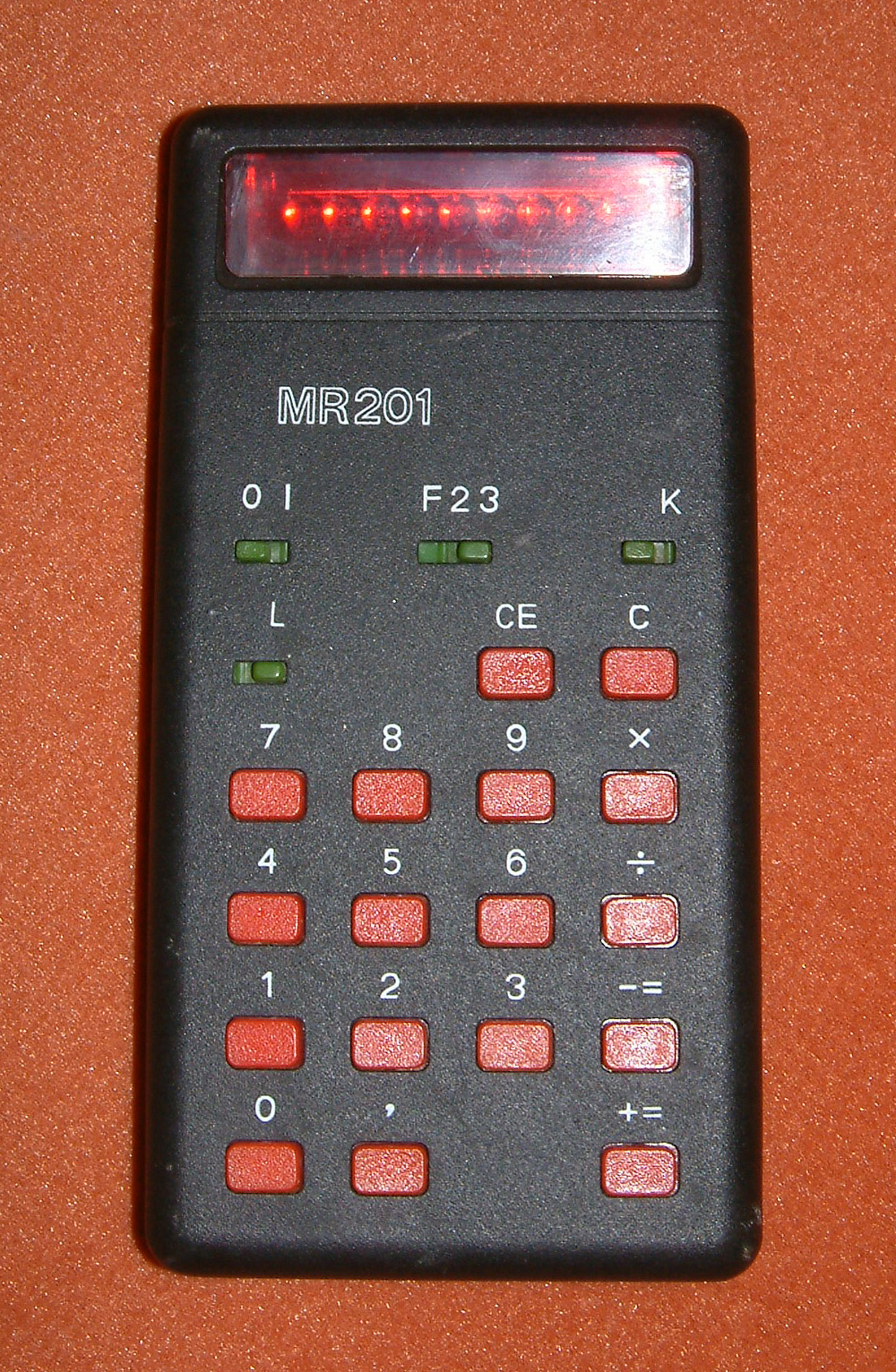
MR 201
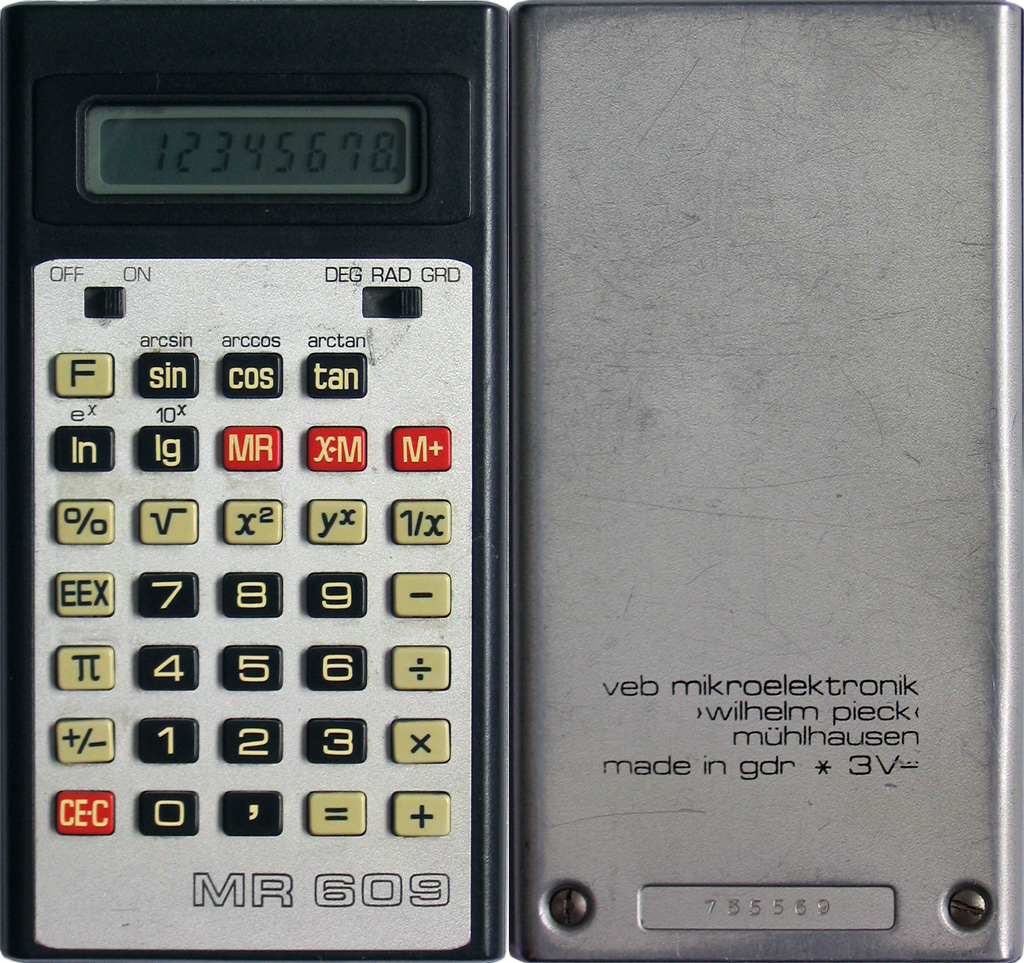
MR 609 bzw. SR1 (1979 / 1985)
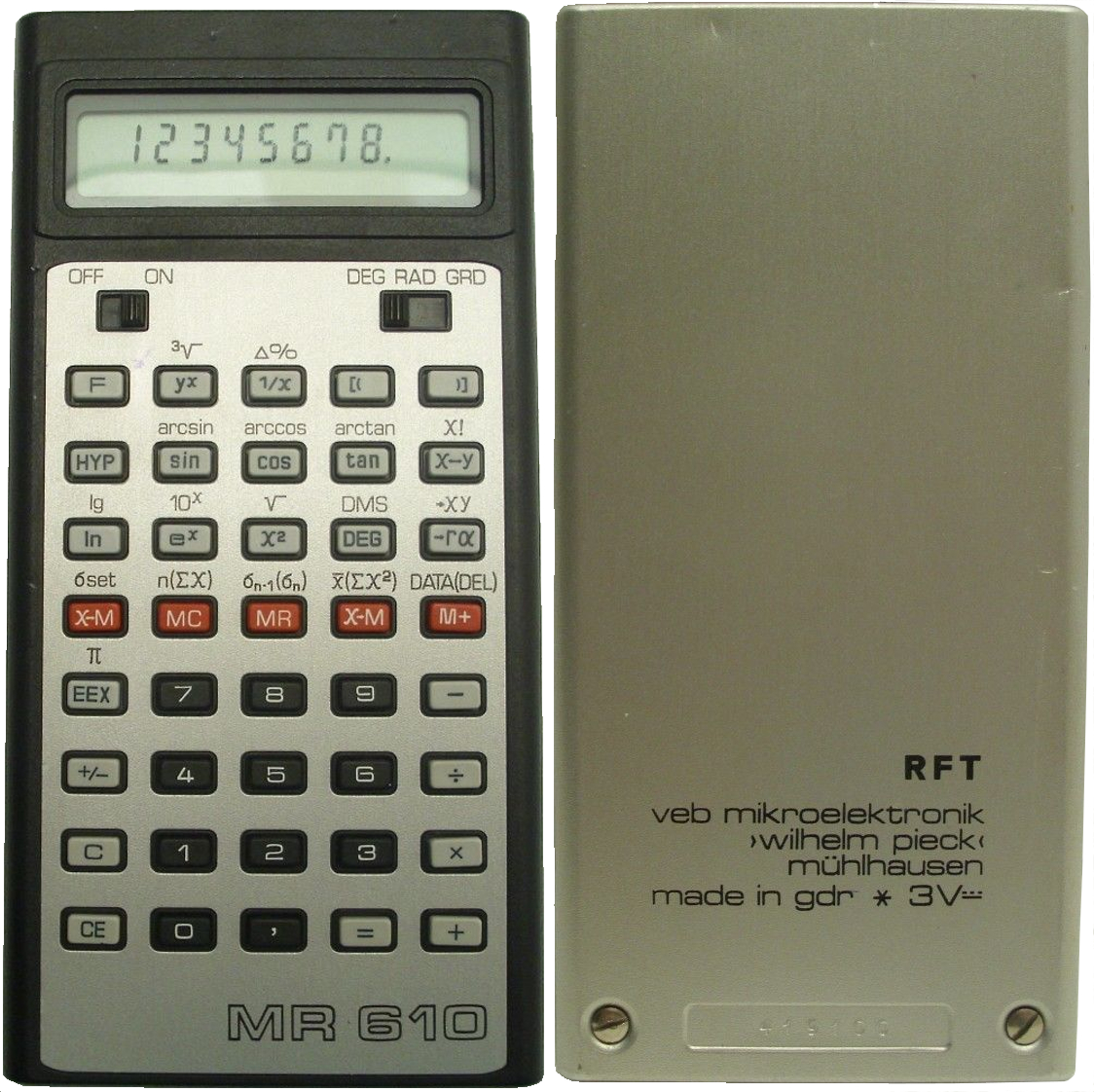
MR 610 (1979)

- Kleincomputer[7]  - HC 900 bzw. KC 85/2 (1984)
  - KC 85/3 (1986)
  - KC 85/4 (1988)
  - KC compact (1989)
- Zubehör für Kleincomputer

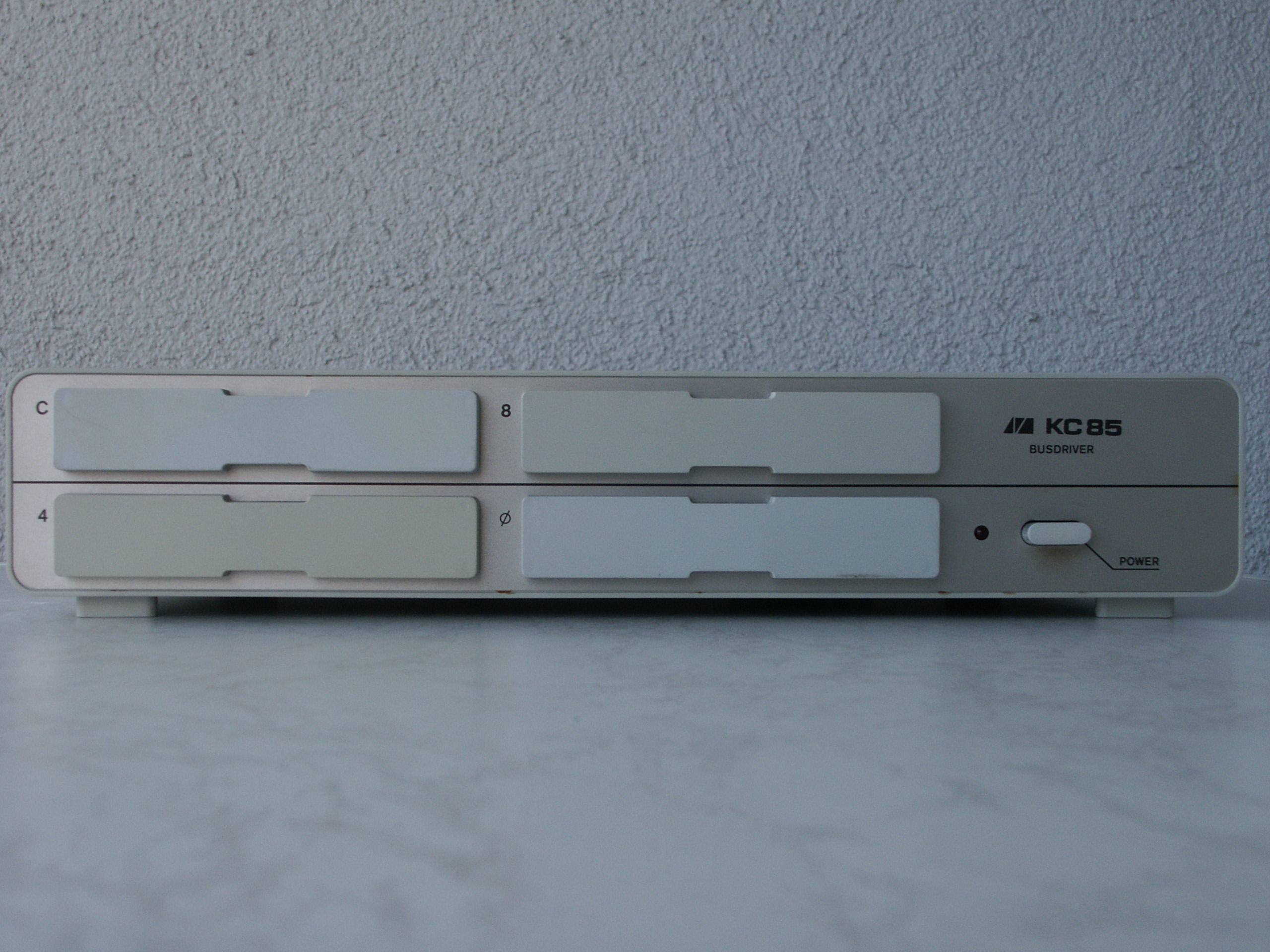
D002 Busdriver
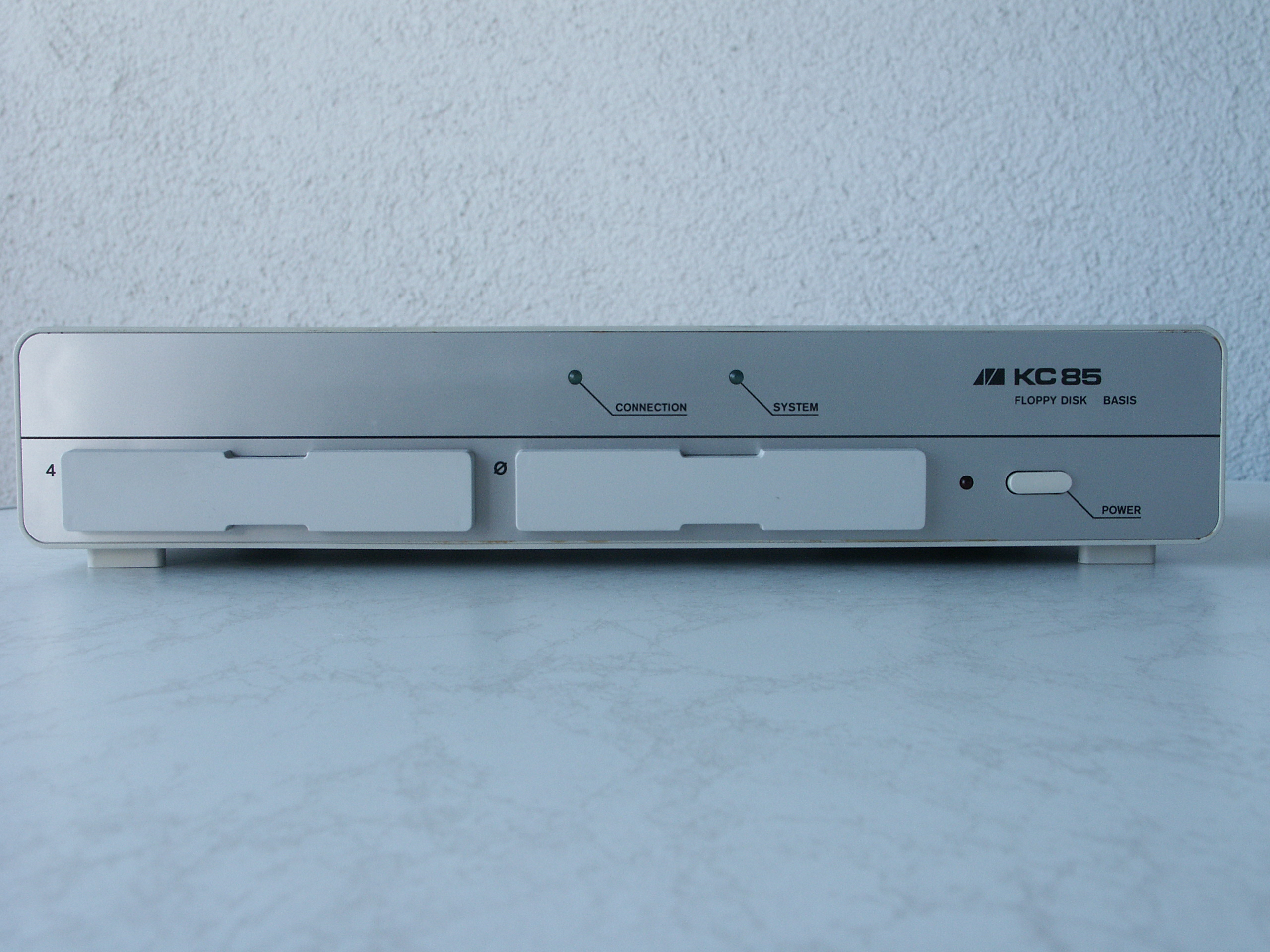
D004 Floppydisk-Basis
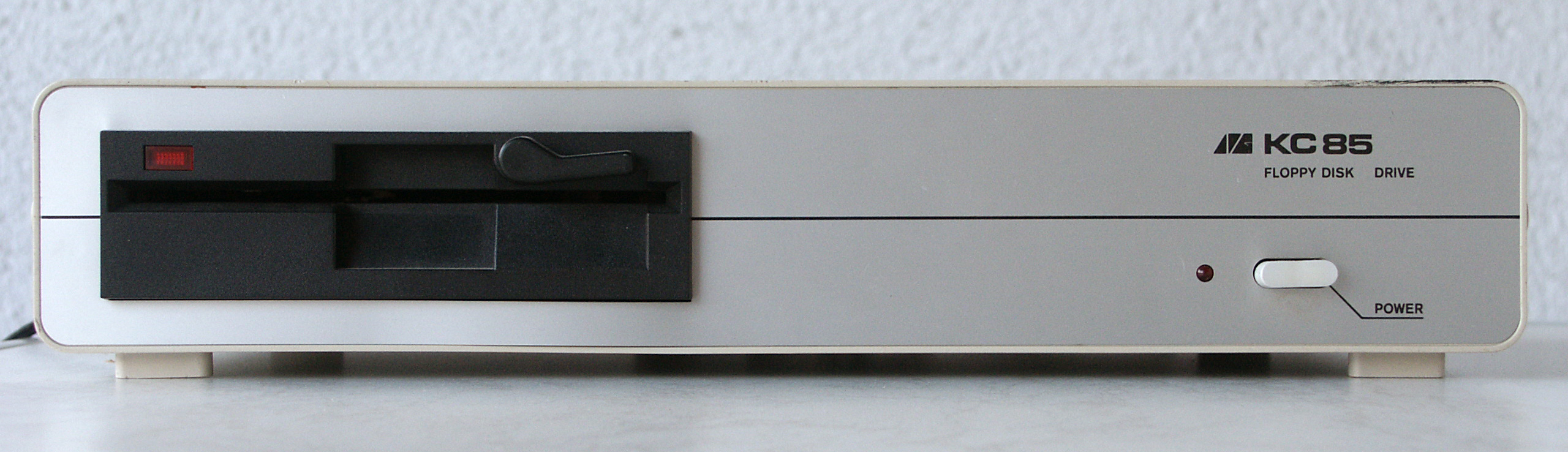
D004 Floppydisk-Laufwerk

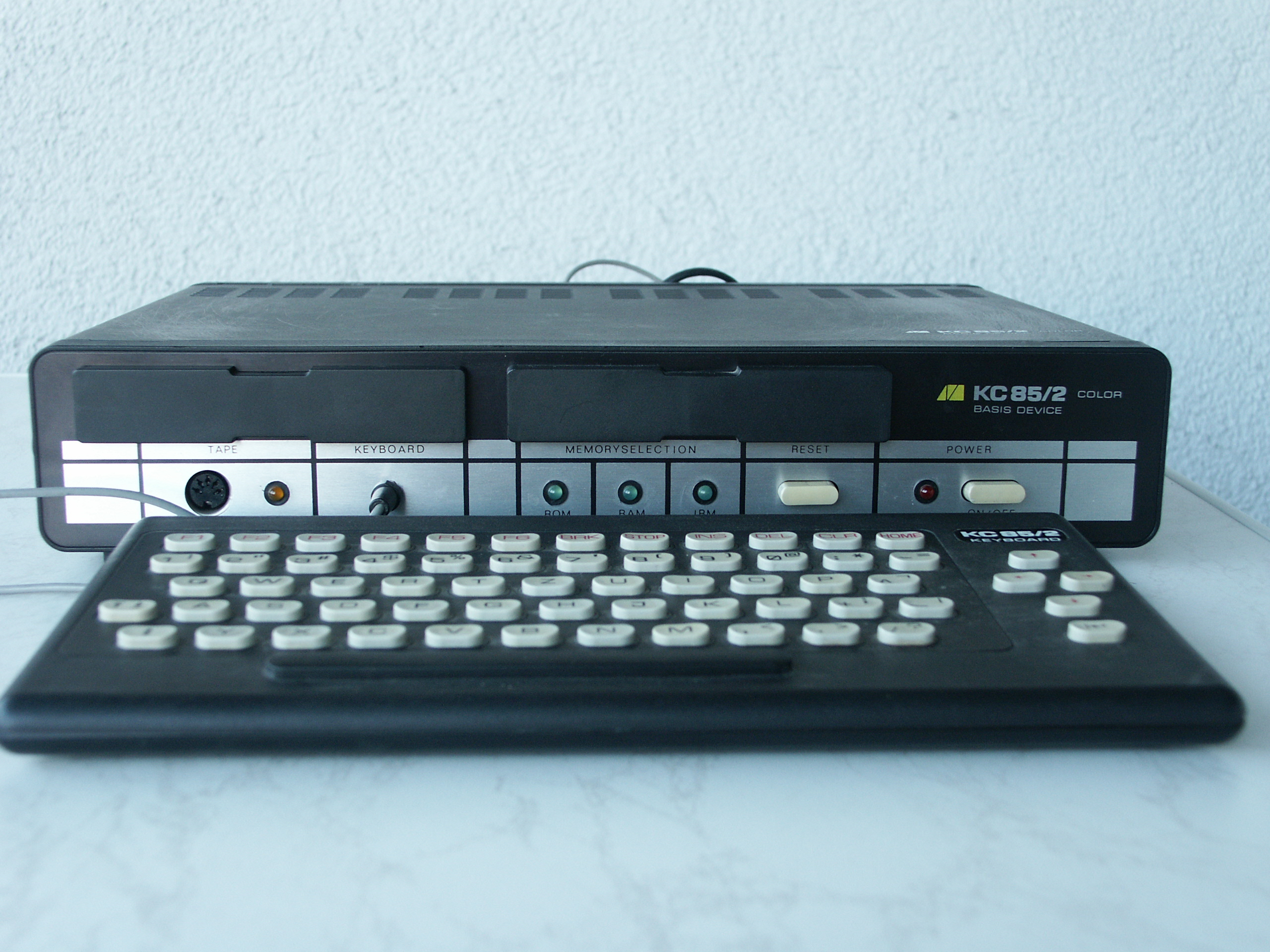
HC 900 bzw. KC 85/2 (1984)
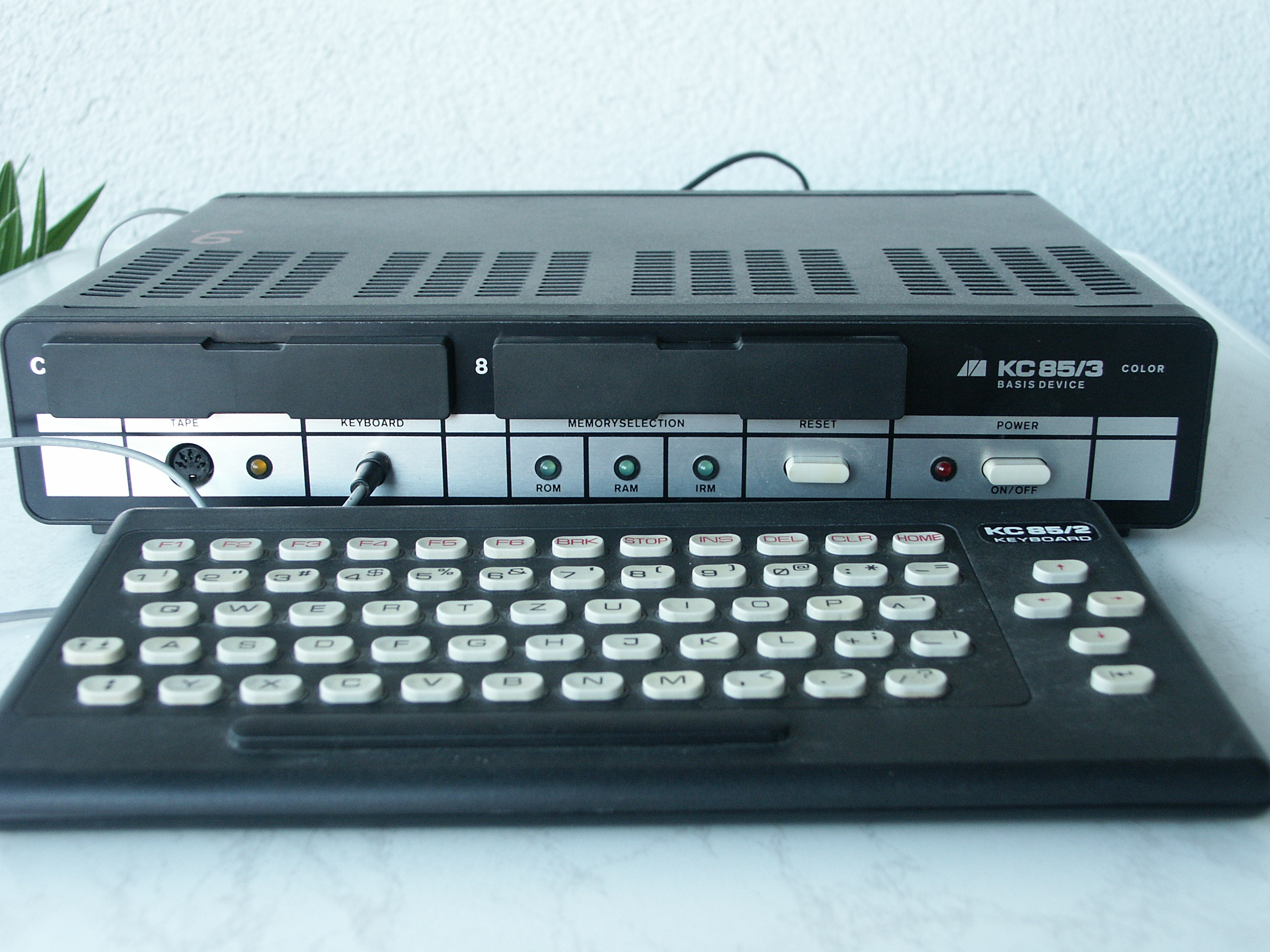
KC 85/3 (1986)
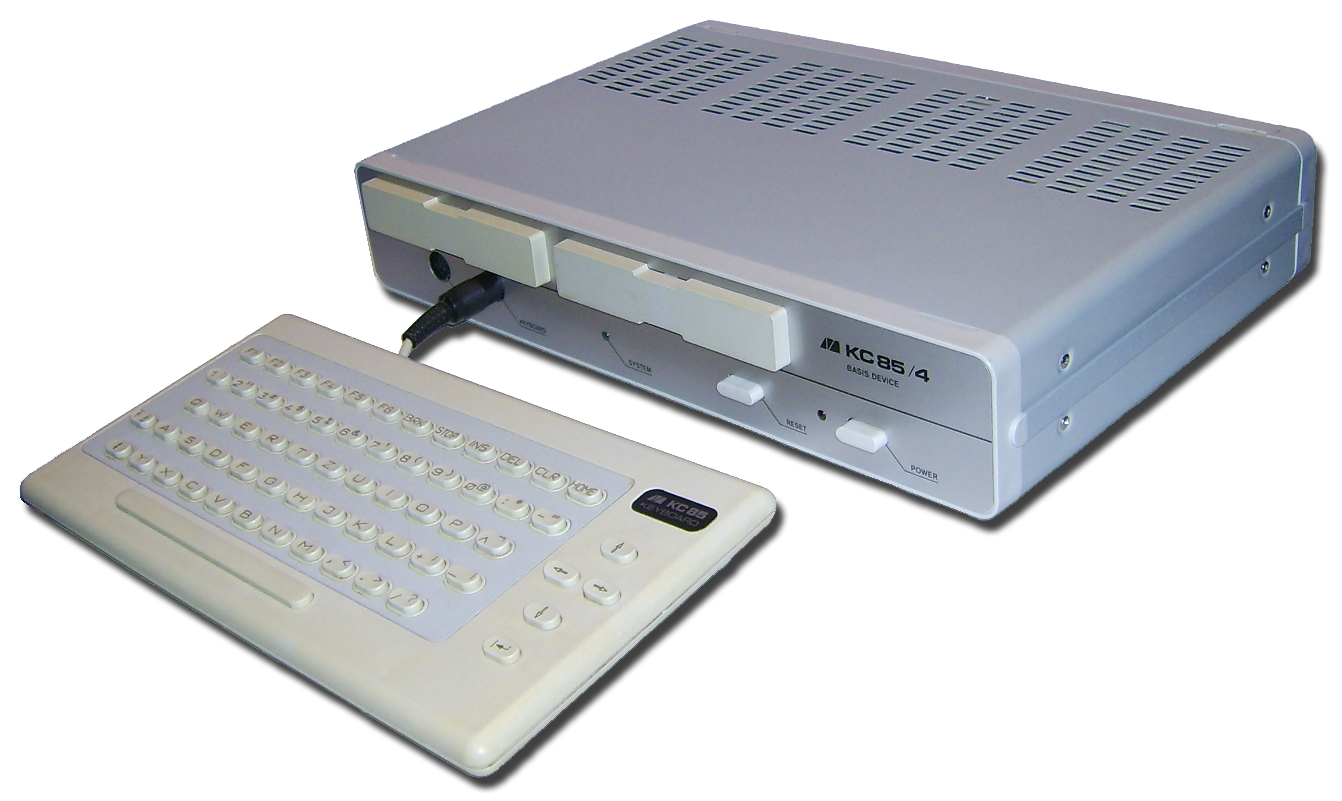
KC 85/4 (1988)
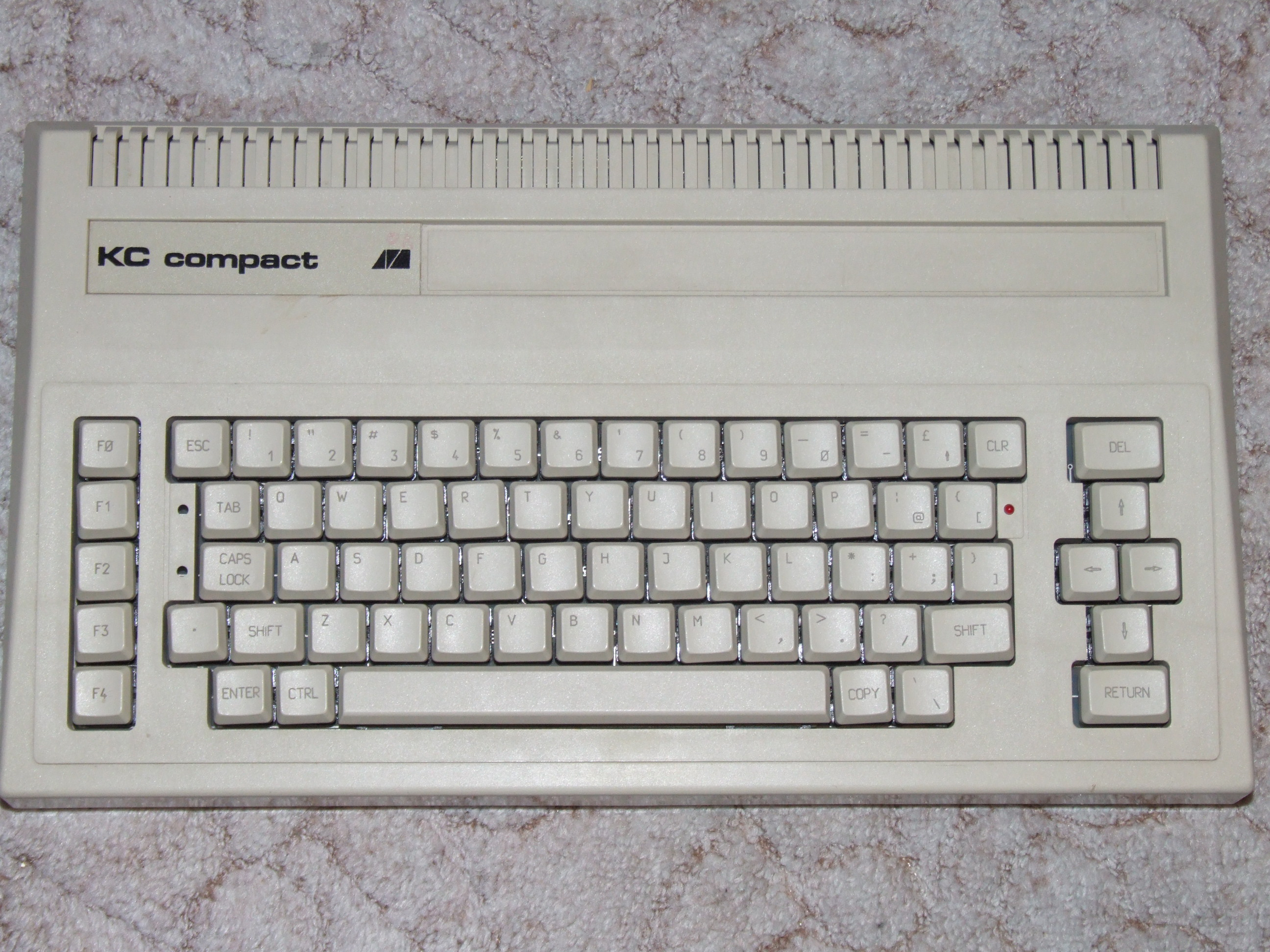
KC compact (1989)

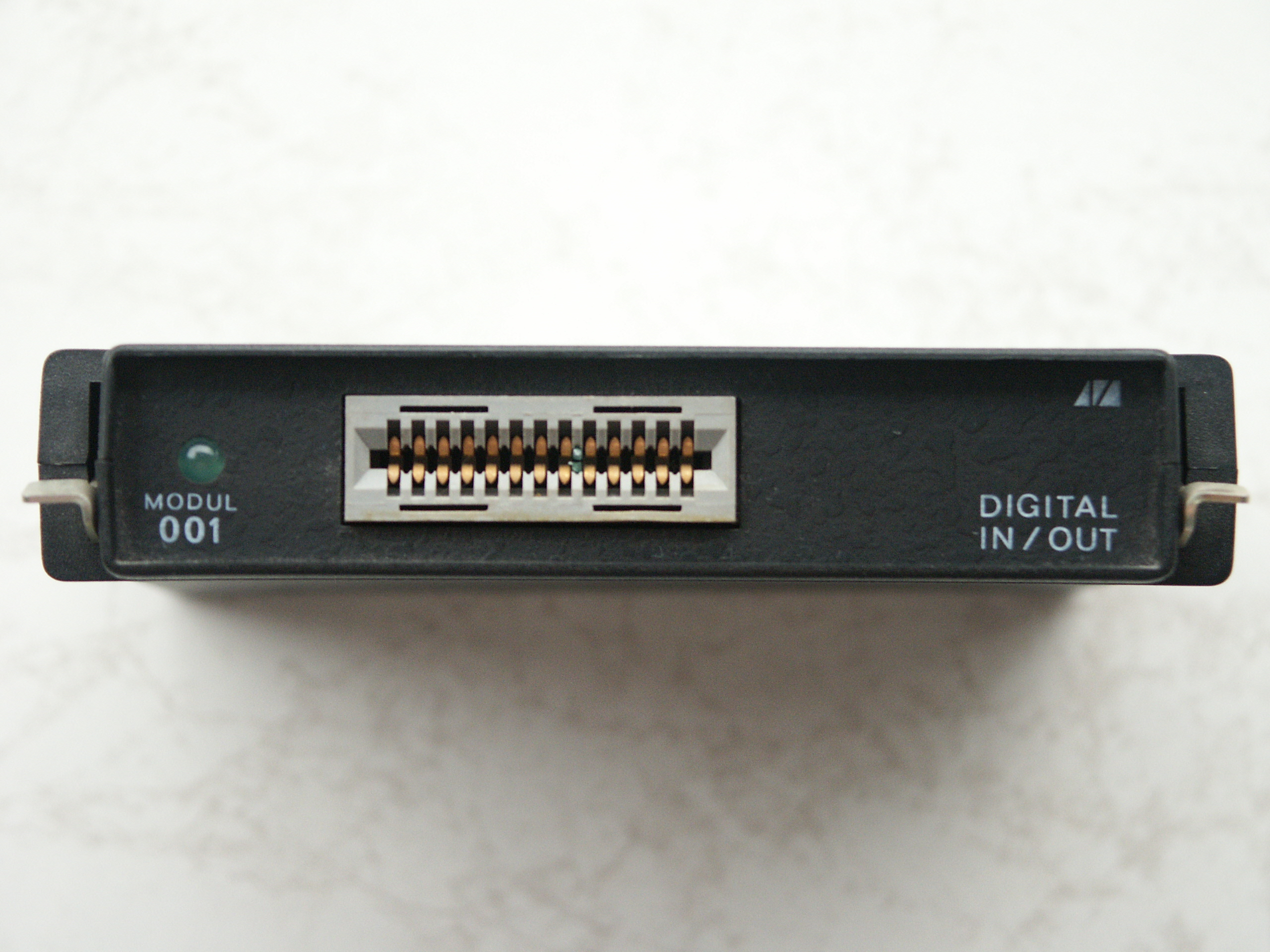
M001 Modul für parallele Ein-/Ausgabe
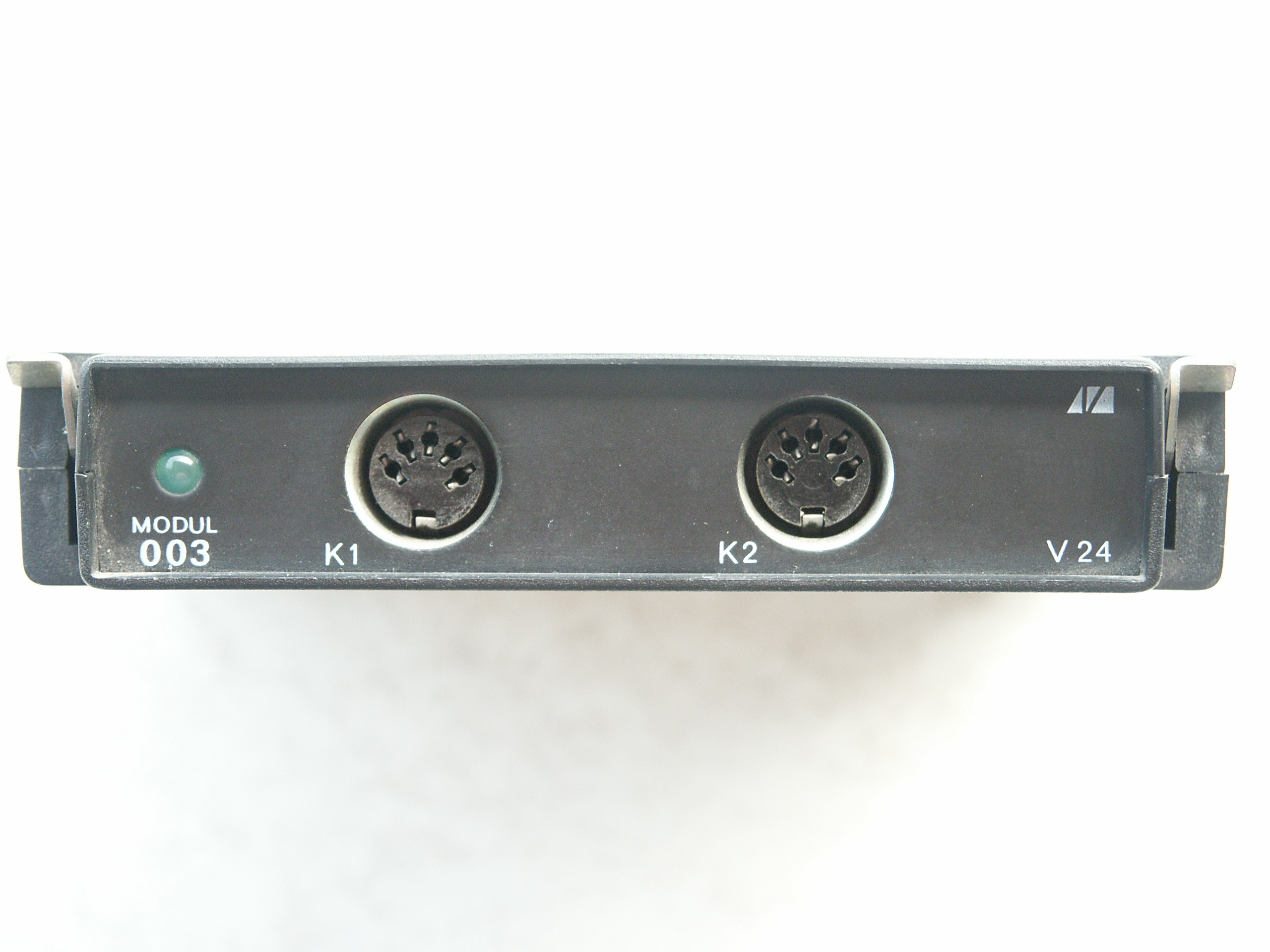
M003 Modul für serielle Ein-/Ausgabe (V.24)

- Software für Kleincomputer (Anwendungen, Spiele etc.)
 Bild gesucht Die Wikipedia wünscht sich an dieser Stelle ein Bild.

Motiv: Software

Falls du dabei helfen möchtest, erklärt die Anleitung, wie das geht.
- Halbleiterbauelemente

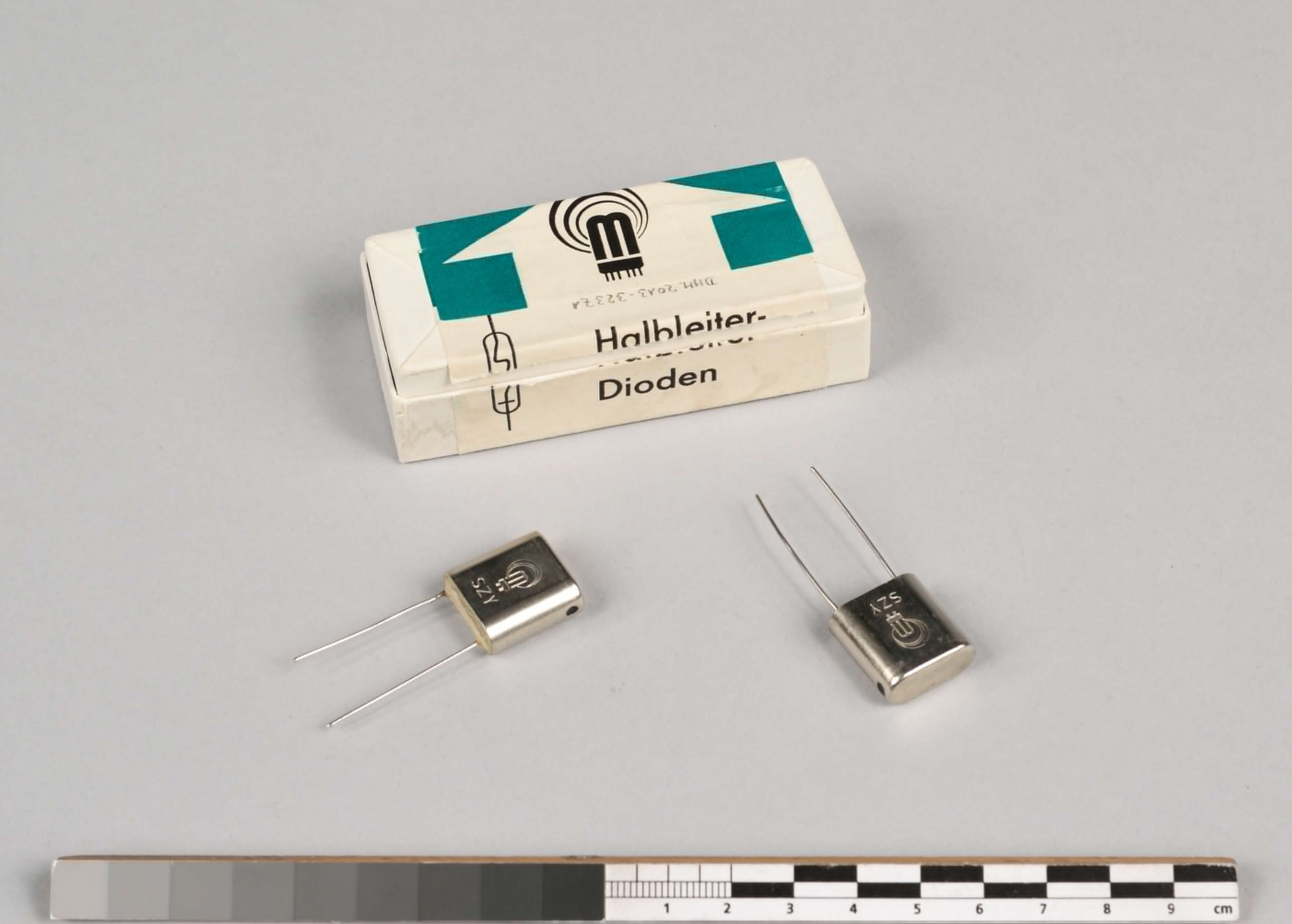
Referenzdioden SZY20 (im Deutschen Museum)
Integrierter Schaltkreis U103D (1988)